# Vanessa Bernauer
Vanessa Bernauer (født 23. marts 1988) er en kvindelig schweizisk fodboldspiller, der spiller som midtbane for Roma i Serie A og Schweiz' kvindefodboldlandshold, siden 2006.
Hun har siden Juli 2018, spillet for den italienske storklub Roma.
Hun fik debut på det schweiziske A-landshold i 25. februar 2006, som 17 årig, i en testkamp mod Danmark. Hun har pr. 2020, scoret. 59 mål og spillet 119 kampe for landsholdet.

## Meritter
FC Zürich
- Nationalliga A: Vinder (3) 2007-2008, 2008-2009, 2009–2010
- Schweizer Cup: Vinder (1) 2006-2007

Levante UD
- L'Alcúdia International Football Tournament: Vinder (3) 2011, 2012, 2013
- Pyrénées Cup: Vinder (1) 2012
- Sport Mundi Tournament: Vinder (1) 2010

Wfl Wolfsburg
- Bundesliga: Vinder (1) 2016-2017
- DFB Pokal: Vinder (3) 2014-15, 2015-16, 2016-17